# فابيو كودتشيني
فابيو كودتشيني (بالإيطالية: Fabio Cudicini)‏ (ترييستي، 20 أكتوبر 1935)، لاعب كرة قدم إيطالي، لعب كحارس مرمى.
بدأ فابيو كودتشيني مشواره الاحترافي في نادي بياتشينزا في عام 1953، وانتقل في موسم 1955/1956 إلى نادي أودينيزي ولعب لمدة 3 سنين، وفي عام 1958 اشتراه نادي روما ولعب معه لمدة ثمان مواسم، قبل أن يحط في مرحلة انتقالية في نادي بيريشيا ولمدة موسم واحد. وفي موسم 1967/1968 أنتقل إلى نادي إيه سي ميلان ويفوز معهم بعد القاب أهمها دوري أبطال أوروبا عام 1969 قبل أن يعتزل في عام 1972.

## روابط خارجية
- فابيو كودتشيني على موقع الاتحاد الأوربي (الإنجليزية)
- فابيو كودتشيني على موقع قاعدة بيانات كرة القدم.إي يو (الإنجليزية)
- فابيو كودتشيني على موقع عالم كرة القدم.نت (الإنجليزية)